# Jennifer White
Jennifer White (née le 7 février 1988 à Agoura Hills en Californie), est une actrice pornographique américaine. Elle a commencé sa carrière en 2009, à l'âge de 21 ans à Los Angeles. Elle a collaboré avec divers producteurs, dont Bang Bros, Reality Kings, Brazzers, Evil Angel. Sa famille est d'origine juive, mais elle est athée.

## Filmographie sélective
- 110% Natural 18 Red Light District Bald 2009 2 DRO
- 18YearsOld.com 7 JM Productions Facial Bald 2010 DR
- 5 Shades of Discipline JM Productions 2013 DRO
- 50 Guy Cream Pie 9 Devil's Film Anal Facial Creampie IR 2013 DR
- Aching Ball Handjob 9 Glamorous 2012
- Addicted to Boobs 7 Red Light District Anal Facial Bald Swallow 2010 1 DRO
- Afternoon Booty Call (2017)
- All Girl Pussy Riot Devil's Film LezOnly 2013 DRO
- All Star Celebrity XXX: Jennifer White Pleasure Productions 2013 D
- Amazing Asses 7 Immoral Productions 2013 D
- Amazing Asses 8 Immoral Productions Facial 2013 1 D
- American Anal Sluts Evil Angel Anal Bald CumSwap A2M 2010 3 DRO
- Anal Affairs (2018)
- Anal Buffet 4 Evil Angel Anal A2M 2010 1 DRO
- Anal Day 5 (2018)
- Anal Killers (2022)
- Anal Overdose 1 Evil Angel Anal 2010 3 DRO
- Anal Prom Queens 3rd Degree Anal Facial Bald Swallow 2011 5 DRO
- Anal Treats Zero Tolerance Anal Facial 2010 2 DR
- Ass Masterpiece 5 Pure Play Media 2011 DR
- Ass Parade 27 Bang Productions Anal 2010 DR
- Asseaters Unanimous 23 Tom Byron Pictures 2011 4 DRO
- Asslicious 2 Digital Playground Anal Facial Bald Swallow A2M 2010 5 DRO
- Athletic Support 4
- Axel Braun's Girlfest (2018)
- Big Wet MILF Tits 4 (2023)
- Big Wet Asses 18 (2010)
- Candy Lickers 2 (2016)
- Carolyn Reese Takes Care of Jennifer White (2010)
- Cosplay Experience (2019)
- Cougars Crave Young Kittens 2 (2009)
- Fetish Lesbians (2014)
- Fucking Like Rabbits (2018)
- Girl Attack 1 (2015)
- Girl On Girl Fantasies 3 (2012)
- I Kissed a Girl and I Liked It 3 (2014)
- I Love Big Toys 40 (2014)
- I'm A Pleaser (2022)
- Jennifer White Fucks Before Her Scene	(2023)
- Jennifer White Solo (2013)
- Jennifer White Sucks 2 big Cocks For A Huge Facial (2017)
- KissMe Girl 10 (2012)
- KissMe Girl Explicit: Jennifer White and Lily LaBeau (2012)
- Lesbian Office Seductions 5 (2011)
- Lez Be Lovers (2014)
- Lick Her Lovers 1 (2013)
- Maniac Masseuse (2016)
- Muff Party (2014)
- My Ass In Ur Canvas (2010)
- My Girl Loves Anal (2014)
- Oil (2013)
- Orgasmic Lesbian Massage 3 (2014)
- Pounded At the Pro Shop (2018)
- Pretty Sloppy 3 (2010)
- Pussy Crazy 1 (2015)
- Pussy Crazy 2 (2016)
- Queen of the Strap-On 4 (2012)
- Seduction of Katja Kassin: An All Girl Gang Bang Fantasy (2012)
- Sloppy Girl 10 (2013)
- Slumber Party 20 (2012)
- Stepmom Wants Fresh Cum (2022)
- Stuck On Stepmoms Boobies (2023)
- Squirting Girlfriends (2014)
- Swallowed 12 (2017)
- Switching Lives 1 (2018)
- Tonight's Girlfriend 25639 (2019)
- Uncut 12 (2022)
- White Gold (2023)
- Whooooooo (2021)
- Whore Brazzers Network Anal Facial DP 2012
- Whore Who Needed More (2017)
- Wild Night with Jennifer White (2023)
- Your Deepthroat Valentine (2013)
- Zebra Girls: Kay Carter, Nadia Jay and Jennifer White (2020)

## Récompenses et nominations
- Récompenses :
  - 2011 : AEBN VOD Award – Best Newcomer
- Nominations :
  - 2011 : AVN Award nommée – Best New Starlet
  - 2011 : Urban X Award nommée – Best Girl/Girl Sex Scene – The Session (shared with Anjanette Astoria)
  - 2011 : XBIZ Award nommée – New Starlet of the Year
  - 2012 : AVN Award nommée – Best Oral Sex Scene – Sloppy Head 3
  - 2012 : AVN Award nommée – Best POV Sex Scene – Jerkoff Material 6 (shared with Tim Von Swine)
  - 2013 : AVN Award nommée – Best Anal Sex Scene – Star Wars XXX: A Porn Parody (shared with Tom Byron)
  - 2013 : AVN Award nommée – Best Three-Way Sex Scene (G/G/B) – Farm Girls Gone Bad (shared with Gisell Leon & Mick Blue)
  - 2013 : Sex Awards nommée – Sexiest Adult Star
  - 2014 : AVN Award nommée – Best Actress, Stripper 1 (2012)
  - 2014 : AVN Award nommée – Best Group Sex Scene, Party with Rikki Six (2013)
  - 2014 : AVN Award nommée – Best Solo Sex Scene, Teasers: Extreme Public Adventures 7 (2012)
  - 2014 : AVN Award nommée – Most Outrageous Sex Scene, 50 Guy Cream Pie 9 (2013)
  - 2014 : XBiz nommée – Best Actress - Couples-Themed Release, Stripper 1 (2012)
  - 2014 : XBiz nommée – Best Scene - Couples-Themed Release, Stripper 1 (2012)
  - 2014 : XRCO nommée – Superslut of the Year
  - 2018 : AVN Award nommée – Best Group Sex Scene, Blacked Out 7 (2017)
  - 2018 : AVN Award nommée – Best Three-Way Sex Scene: G/G/B, Jews Love Black Cock (2017)
  - 2018 : Nightmoves nommée – Most Underrated Female Performer
  - 2018 : Nightmoves nommée – Unsung Performer Of The Year
  - 2018 : XCritic nommée – Underrated Starlet
  - 2019 : AVN Award nommée – Best Group Sex Scene, Fuck Club (2018)
  - 2019 : AVN Award nommée – Best Oral Sex Scene, Deadpool XXX (2018)
  - 2021 : AVN Award nommée – Best Group Sex Scene, Fuck Club 3 (2019)
  - 2023 : AVN Award nommée – Best Supporting Actress, Deranged 1 (2022)
  - 2023 : AVN Award nommée – Best Supporting Actress, Deranged 2 (2022)